# Liste des drapeaux colombiens
Ceci est une liste des drapeaux utilisés en Colombie. Pour plus d'informations sur le drapeau national, voir l'article drapeau de la Colombie.

## Drapeau national
| Drapeau | Date               | Usage                                                 |
| ------- | ------------------ | ----------------------------------------------------- |
|         | 26 novembre 1861 - | Drapeau de la Colombie                                |
|         | 26 novembre 1861 - | Pavillon civil de la Colombie                         |
|         | 26 novembre 1861 - | Pavillon de guerre de l'armada nationale colombienne. |

## Drapeaux historiques
| Drapeau | Date                               | Usage |
| ------- | ---------------------------------- | --- |
|         | 1506 – 1717                        | Drapeau du royaume de Nouvelle-Grenade (croix de Bourgogne), drapeau militaire de l'Espagne également utilisé dans les territoires d'outre-mer. |
|         | 1717-1785                          | Drapeau de l'Espagne, en usage dans la vice-royauté de Nouvelle-Grenade                                                                         |
|         | 1785 - 1819                        | Drapeau de l'Espagne, en usage dans la vice-royauté de Nouvelle-Grenade                                                                         |
|         | 10 juillet 1810 - 3 septembre 1816 | Drapeau de Carthagène des Indes, en usage dans les Provinces-Unies de Nouvelle-Grenade                                                          |
|         | 1819 - 1820                        | Premier drapeau de Grande Colombie |
|         | 1820 - 1821                        | Deuxième drapeau de Grande Colombie |
|         | 1821 - 1831                        | Troisième drapeau de Grande Colombie |
|         | 1822                               | Quatrième drapeau de Grande Colombie (proposition)                                                                                              |
|         | 9 mai 1834- 22 mai 1858            | Drapeau de la république de Nouvelle-Grenade |
|         | 22 mai 1858- 26 juillet 1861       | Drapeau de la Confédération grenadine |
|         | 26 juillet 1861- 26 novembre 1861  | Drapeau des États-Unis de Colombie |
|         | 26 novembre 1861 - 5 août 1886     | Drapeau des États-Unis de Colombie |

## Drapeaux militaires
| Drapeau | Date | Usage                                    |
| ------- | ---- | ---------------------------------------- |
|         |      | Pavillon de la Marine colombienne        |
|         |      | Drapeau des forces aériennes nationales  |
|         |      | Enseigne des forces aériennes nationales |

## Drapeaux desdépartements
| Drapeau | Département                              | Drapeau | Département                                        |
| ------- | ---------------------------------------- | ------- | -------------------------------------------------- |
|         | Drapeau du département d'Amazonas        |         | Drapeau du département d'Antioquia                 |
|         | Drapeau du département d'Arauca (es)     |         | Drapeau du département d'Atlántico (es)            |
|         | Drapeau du département de Bolívar (es)   |         | Drapeau du département de Boyacá (es)              |
|         | Drapeau du département de Caldas (es)    |         | Drapeau du département de Caquetá (es)             |
|         | Drapeau du département de Casanare (es)  |         | Drapeau du département de Cauca (es)               |
|         | Drapeau du département de Cesar (es)     |         | Drapeau du département de Chocó (es)               |
|         | Drapeau du département de Córdoba        |         | Drapeau du département de Cundinamarca (es)        |
|         | Drapeau du département de Guainía        |         | Drapeau du département de La Guajira (es)          |
|         | Drapeau du département de Guaviare       |         | Drapeau du département de Huila                    |
|         | Drapeau du département de Magdalena      |         | Drapeau du département de Meta                     |
|         | Drapeau du département de Nariño (es)    |         | Drapeau du département de Norte de Santander (es)  |
|         | Drapeau du département de Putumayo (es)  |         | Drapeau du département de Quindío (es)             |
|         | Drapeau du département de Risaralda (es) |         | Drapeau du département de San Andrés y Providencia |
|         | Drapeau du département de Santander      |         | Drapeau du département de Sucre (es)               |
|         | Drapeau du département de Tolima         |         | Drapeau du département de Valle del Cauca (es)     |
|         | Drapeau du département de Vaupés (es)    |         | Drapeau du département de Vichada                  |

## Drapeaux desmunicipalités

Drapeau d'Abejorral
Drapeau d'Armenia
Drapeau de Bahía Solano
Drapeau de Barranquilla
Drapeau de Bogota
Drapeau de Bucaramanga
Drapeau de Cajamarca
Drapeau de Cali
Drapeau de Carthagène des Indes
Drapeau de Chía
Drapeau de Cúcuta
Drapeau de Duitama
Drapeau de Facatativá
Drapeau de Fusagasugá
Drapeau de Honda
Drapeau d'Ibagué
Drapeau d'Ipiales
Drapeau de Manizales
Drapeau de Medellín
Drapeau de Santa Cruz de Mompox
Drapeau de Montería
Drapeau d'Ocaña
Drapeau de San Juan de Pasto
Drapeau de Pereira
Drapeau de Popayán
Drapeau de Santa Marta
Drapeau de Sincelejo
Drapeau de Tumaco
Drapeau de Valledupar
Drapeau de Villa de Leyva
Drapeau de Villavicencio
Drapeau de Yopal
Drapeau de Zipaquirá